# كنال بلوس جروب
مجموعة كنال+ هي شركة إعلامية فرنسية. مملوكة ومدارة من قبل فيفاندي ولديها مكتبة أفلام تزيد عن 5000 فيلم. باعت فيفاندي بعض أجزاء كنال+ إلى مستثمرين من القطاع الخاص لا يزالون يستخدمون اسم كنال+. يقع مقرها الرئيسي في إيسي ليه مولينو ، في ضواحي باريس . وصفت صحيفة وول ستريت جورنال  قناة كنال+ بأنها "الداعم المالي الأكبر لصناعة السينما الفرنسية، ومصدر رئيسي لتمويل الإنتاج السينمائي المحلي في فرنسا. أعلنت ستوديو كنال ، في عام 2011 أنها ستنفق 200 مليون يورو سنويًا على إنتاج الأفلام، مما رسخ مكانتها باعتبارها "أول منفذ اتصال خارج الولايات المتحدة للأفلام الفخمة الذكية" مثل سمكري خياط جندي جاسوس (فيلم) وهو ممول بالكامل من الاستوديو.

## أقسام الشركة
- Canal + - قناة تلفزيونية متميزة (متروبوليتان فرنسا ، الكاريبي ، أفريقيا ، جنوب المحيط الهادئ ، المحيط الهندي ، آسيا)
- كنال+ سينما - قناة تلفزيونية متميزة مخصصة للأفلام
- كنال+ سبورت- قناة تلفزيونية متميزة مخصصة للبرامج الرياضية
- كنال + كيدز - قناة تلفزيونية متميزة مخصصة لبرامج الأسرة
- كنال+ دوكس
- كنال+ جراند إكران
- كنال+ فووت
- كنال+ سيريز - قناة تلفزيونية متميزة مخصصة للمسلسلات
- كنال+ سبورت 360 - قناة تلفزيونية متميزة ، تأخر بث الرياضة من كنال+
- كانال + بوكس اوفيس
- سين + - مجموعة من ست قنوات تلفزيونية كابل موضوعية
- كليك تي في - قناة كيبل تي في
- كوميدي+ (Comédie سابقًا!) - قناة تلفزيونية كابل مخصصة للبرامج الدعابة
- سي ستار هيتس - قناة تلفزيونية كابل مخصصة للبرامج الموسيقية
- فووت+ - قناة تلفزيونية مع قنوات الكابل مخصصة لكرة القدم
- رجبي + - قناة تلفزيونية كابل مخصصة لكرة الرجبي
- جولف+ - قناة تلفزيونية مع قنوات الكابل مخصصة للغولف
- إنفو سبورت+ - قناة إخبارية تلفزيونية كابل مخصصة للرياضة
- بيوي + (Piwi سابقًا) - قناة تلفزيونية كابل مخصصة لبرامج الأطفال
- Planète + - قناة تلفزيونية كابل مخصصة للأفلام الوثائقية
- Planète + Adventure - قناة تلفزيونية كابل مخصصة للأفلام الوثائقية من قنوات A&E Networks
- Planète + Crime - قناة تلفزيونية كابل مخصصة للأفلام الوثائقية عن الجريمة
- بولار+ - قناة تلفزيونية كابل مخصصة للأفلام
- المواسم - قناة تلفزيونية كابل مخصصة للأفلام الوثائقية
- تيل تون+ (Télétoon سابقًا) - قناة تلفزيونية كابل مخصصة للرسوم المتحركة
- تيل تون+ (Minimax / ZigZap سابقًا) - قناة تلفزيونية كابل مخصصة لبث الرسوم المتحركة في بولندا
- MiniMini + (MiniMini سابقًا) - قناة تلفزيونية كابل مخصصة لمسلسلات الرسوم المتحركة للأطفال من سن 3 إلى 8 سنوات
- سي نيوز (i> Télé سابقًا) - قناة إخبارية مجانية
- سي 8 - قناة مجانية على الهواء
- سي ستار - قناة مجانية على الهواء مخصصة للبرامج الموسيقية
- MyCanal - خدمة بث مجانية لمشتركي Canal + لبث برامج القناة مباشرة وعند الطلب
- كنال بلاي - خدمة عند الطلب
- كنال+ إنترانشيونال - قناة دولية فرنسية متميزة تقدم برامج من Canal + وقنواتها المختلفة
- Canal + Régie - شبكة إعلانية لقنوات المجموعة ومشغل السينما UGC
- كنال سات - مزود القنوات الفضائية
- مجموعة M7 - مزود خدمة تلفزيونية مقره في لوكسمبورغ
- قناة ديجيتال (هولندا)
- Direct One (المجر)
- فوكاس سات (رومانيا)
- HD النمسا (النمسا)
- Online.nl (هولندا)
- Skylink (جمهورية التشيك وسلوفاكيا)
- Télésat (بلجيكا ، لوكسمبورغ)
- TV Vlaanderen (منطقة فلاندرز في بلجيكا)
- ستوديو كنال - منتج وموزع أفلام
- StudioCanal Home Entertainment (أمريكا الشمالية والمملكة المتحدة وأيرلندا والهند)
- SAM Productions ApS (الاسكندنافية)
- Arthaus (ألمانيا)
- شركة ريد برودكشن (المملكة المتحدة)
- Tandem Productions (ألمانيا)
- SPI الدولية
- ديزي
- فيلم 1
- فيلم بوكس
- كينو بولسكا
- MediaBox Broadcasting International - القنوات التلفزيونية ذات الطابع الخاص مثل DocuBox و FashionBox و FightBox و FunBox .
- Stopklatka.pl
- زووم تي في
- القنوات السابقة
- كنال+ هاي تك
- كنال + فاميلي
- كنال+ ديكالي
- كنال+ 3D

## البث حول العالم
- كانت كنال بلس هي أول قناة تلفزيونية كابل تعمل في البرازيل ، في عام 1989. تعمل على نظام MMDS وبث جزء من برامج إي إس بي إن . تم بيع قناتها البرازيلية إلى جروبو أبريل في عام 1991.[10][11] جاءت كنال بلس إلى دول الشمال في عام 1997 ، حيث حصلت على قناتي فيلم نت وأعادت تسميتهما. تم بيع الجزء الاسكندنافي في أكتوبر 2003 إلى قناة كنال دجيتال المملوكة لشركة تيلينور ، وتم استخدام العلامة التجارية كنال+ بموجب ترخيص حتى عام 2012 ، عندما تم إعادة تسمية القنوات C More Entertainment . كانت كنال+ موجودة سابقًا في العديد من البلدان الأوروبية الأخرى ؛ ولكن اعتبارًا من عام 2016 ، أصبحت تعمل فقط في بولندا وفرنسا.[بحاجة لمصدر]
- كانت كنال+ هي تك قناة تلفزيونية مخصصة لبث الأفلام بنسبة عرض إلى ارتفاع تبلغ 16: 9 ، HDTV وقد غيرت القناة اسمها إلى (بالفرنسية:Canal + Hi-Tech) في مارس 2005. من خلال هذا التغيير ، قدمت القناة أحدث التطورات التكنولوجية من حيث الصورة والصوت ، خاصة مع البرامج عالية الوضوح.لاحقا تم إغلاق القناة عند تبديل شاشة بث كنال+ إلى تنسيق 16: 9 .[بحاجة لمصدر]
- إنطلقت قناة كنال+ 3D في 10 يونيو 2010 ، لبث بعض مباريات كأس العالم 2010 بتقنية ثلاثية الأبعاد . تبث أحيانا الأفلام و الأحداث الرياضية على كنال + بتصوير ثلاثي الابعاد .[بحاجة لمصدر]
- توقفت القناة عن البث في 24 يناير 2012.[12]

## فروع الشركة
لدى كنال+ فروع في فرنسا وبولندا وفيتنام وميانمار ورواندا  ودول أخرى في العالم لم يتم إدراجها بعد من خلال علامتها التجارية الرائدة كنال+ . يتم تشفيرها لمعظم اليوم ، ويجب على المشاهدين الذين يرغبون في مشاهدة برامج القناة الأكثر شهرة (الأفلام الجديدة والرياضة) كان الاشتراك في الخدمة. في السابق ،ينطوي على شراء جهاز فك تشفير لفك تشفير الإشارة ، ولكن يتم تقديم كنال+ بشكل متزايد كجزء من مجموعة قنوات فضائية أو تلفزيون الكابل متعدد القنوات (المعروفة باسم كنال سات في فرنسا. ) وحاليا يمكن مشاهدة القنوات مجانا عبر الأي بي تي في والإنترنت بالسيرفر.

### ستوديو كنال
ستوديو كنال هي شركة إنتاج تأسست في عام 1988 ، مرتبطة بـ إن بي سي العالمية حتى عام 2011. في الوقت الحاضر ، تعمل ستوديو كنال في العديد من البلدان مثل ألمانيا أو اليابان أو أستراليا. بالنسبة لصناعة السينما ، فهي لاعب رئيسي على المستوى الأوروبي.

### كنال سات
كانت تُعرف سابقًا باسم كنال ساتلايت ، وهي موزع قنوات أقمار صناعية مدفوعة الأجر والبث عبر الأي بي تي في (مثل كنال سات دي إس إل). كنال+ هي حزمة فضائية تم إطلاقها في عام 1992. بدأ الاندماج بين كنال سات وتي بي إس في عام 2007 ، وتم إلغاؤها أخيرًا من قبل هيئة المنافسة في عام 2011. باستخدام كنال + ، يتيح استخدام تقنية اقتران البطاقات (QEV) الوصول إلى العديد من القنوات مثل اليوروسبورت أو باريس بريمير أو LCI .

### مجموعة M7
مجموعة إم 7 هي شركة تلفزيونية مقرها في لوكسمبورغ تدير العديد من منصات البث التلفزيوني المدفوع المباشر عبر الأقمار الصناعية : HD Austria التي تبث في النمسا ، Télésat التي تبث في بلجيكا ولوكسمبورغ ، TV Vlaanderen في منطقة فلاندرز في بلجيكا ، Skylink في جمهورية التشيك وسلوفاكيا ، كنال دجيتال في هولندا ، و فوكاس سات في رومانيا ، و ديركت وان في المجر . وهي تدير أيضًا القناة تلفزيونية الأرضية مدفوعة الأجر في فلاندرز ببلجيكا وتقدم خدمات الوسائط المتعددة B2B. استحوذت كنال+ على مجموعة M7 مقابل 1.1 مليار يورو في 12 سبتمبر 2019.

### ثيما
ثيما هي إحدى الشبكات التابعة لمجموعة كنال+ التي تشرف على توزيع خدمات المدفوعة في مختلف البلدان ، وهي الشركة الأم للقنوات بما في ذلك نوفيلا تي في و نوليوود تي في . تأسست ثيما في عام 2005 على يد فرانسوا ثيليت ، واستحوذت عليها كنال + في عام 2014.

## فروع الشبكة
نظرًا لإطلاق كنال+ في أنحاء العالم ، تم استخدام العلامة التجارية في العديد من البلدان. عندما تم إطلاق القنوات الجديدة ، عادةً ما يتم إعطاء القنوات أسماء مسماة بالألوان ، مثل (بالانجليزية:Canal + Blue و Canal + Green و Canal + Yellow و Canal + Red). تم بيع العديد من هذه الشركات التابعة في جميع ربوع ، واعتبارًا من عام 2016 ، أصبحت القناة البولندية فقط مملوكة جزئيًا لشبكة الفرنسية.
- كنال+ إسبانيا ، المعروفة الآن باسم # 0 . تم إطلاقها في عام 1990 في إسبانيا بواسطة سوجكايبل كقناة مدفوعة أرضية ، على غرار النسخة الفرنسية والبولندية. في عام 2015 ، حصلت أكبر شركة اتصالات إسبانية تليفونيكا على الموافقة وإغلاق عملية الاستحواذ على كنال+ ، التي أعيدت تسميتها الآن موفيستار+ .
- قناة Canal + Flanders ، أصبحت Canal + عند شراء FilmNet . بيعت لاحقًا وهي تعرف الآن باسم Play More ( Telenet ، وهي شركة تابعة لشركة Liberty Global ).
- قناة كنال+ بلجيكا المعروفة الآن باسم BeTV . تشترك في العديد من البرامج المشتركة مع القنوات الفرنسية. وهي مملوكة لشركة VOO ، وهي شركة اتصالات عامة في والونيا .
- قناة Canal + Netherlands ، تم تغيير اسم FilmNet إلى Canal + في عام 1997.[1] باعت Canal + القنوات لاحقًا. في عام 2005 ، تم شراء القنوات من قبل Liberty Global وأعيدت تسميتها إلى Sport1 و Film1 في فبراير 2006.[2] غيرت Sport1 اسمها إلى Ziggo Sport Totaal في نوفمبر 2015 ، [3] تم بيع Film1 إلى Sony Pictures Television في نفس العام.[4] في 1 مايو 2019 ، أعلنت شركة Sony أنه سيتم إغلاق Film1 في 1 أغسطس 2019.[5][6] ومع ذلك تم بيعها لشركة SPI International بدلاً من ذلك.[7]
- Canal + Poland تسمى القناة Canal + Premium ، منصة القمر الصناعي CANAL + Polska
- تم إطلاق قناة Canal + Scandinavia باسم Canal + في عام 1997 مع دمج قنوات FilmNet . تم بيع الشركة وتغيير اسمها إلى C More Entertainment ، على الرغم من أن العلامة التجارية Canal + كانت لا تزال مستخدمة. تم شراؤها من قبل SBS Broadcasting Group في عام 2005 ، والتي تم دمجها مع ProSiebenSat.1 Media في عام 2007. في عام 2008 ، تم إبرام اتفاقية لبيع القنوات إلى TV4 Group . منذ عام 2012 يطلق عليه C More.
- تم بيع تيلي + دجيتال ، الفرع الإيطالي في عام 2003 لشركة نيوز كوبروريشن. ودمجها مع Stream TV ، المنافس المباشر. الآن ، تسمى سكاي إيطاليا .
- بريمير ، قناة ومنصة تلفزيونية ألمانية متميزة تم إطلاقها في عام 1990 ، أسستها كنال+ و برتلسمان و كيرش . بعد بضع سنوات ، باعت Canal + حصتها من Premiere. تُعرف الآن باسم Sky Deutschland وهي مملوكة لشركة Sky plc في المملكة المتحدة.
- تم تأسيس Movie Network ، وهي خدمة تلفزيونية أسترالية متميزة تم إطلاقها في عام 1995 ، كشراكة بين Canal + و HBO (شركة تابعة لـ Time Warner ) وشركة Walt Disney Company وMGM / UA و Village Roadshow . بعد بضع سنوات ، انسحبت Canal + من الشراكة.
- كنال+ البرازيل ، نسخة برازيلية تم إنشاؤها في عام 1989 ، وليس النسخة الخاصة ، إعادة إرسال إي إس بي إن الأمريكية. انتهى البث بسبب إطلاق مزودي الكابلات البرازيلية في عام 1991.[8][9]
- في مايو 2009 ، تم إطلاق K + بواسطة كنال+ و تلفزيون الفيتنام . تقدم K + خدمة القنوات الفضائية على المستوى الوطني وخدمة OTT للأسر الفيتنامية ، وتقدم خمس قنوات متميزة وحصرية ، [10] حتى 170 قناة SD وقنوات HD عبر الأنواع: الرياضة ، والأفلام ، والترفيه العام ، والأخبار ، والموسيقى ، والأفلام الوثائقية.
- تم إطلاق قناة كنال+ (إفريقيا) في عام 1990 تحت اسم قناة الأفق ، وهي القناة المتوفرة في إفريقيا.
- كنال+ ميانمار ، التي أطلقتها فوريفر جروب في الأصل باسم 4TV في عام 2006 ، أصبحت مشروعًا مشتركًا مع كنال+ في عام 2017 ، وتم تغيير علامتها التجارية باسم كنال+ في فبراير 2018.
- تم إطلاق كنال+ إثيوبيا في عام 2021.

## روابط خارجية
- كنال + جروب نسخة محفوظة 8 أبريل 2012 على موقع واي باك مشين.
- كنال+ عبر البحار